# Karl Galinsky
Karl Galinsky (* 7. Februar 1942 in Straßburg; † 9. März 2024 in Austin, Texas) war ein US-amerikanischer Klassischer Philologe.

## Leben
Galinsky, Sohn des Amerikanisten Hans Galinsky und der Edith Margenberg, wuchs im besetzten Elsass und in Deutschland auf. Er besuchte das humanistische Gymnasium in Mainz bis zum Abitur 1961. Anschließend ging er zum Studium in die USA. Seinen Master- (1965) und Doktorgrad (1966) erlangte er an der Princeton University.
Ab 1966 lehrte er an der University of Texas in Austin, wo er ab 1991 den „Floyd A. Cailloux Centennial“-Lehrstuhl für Altertumskunde innehatte.
Er war insbesondere Spezialist für die augusteische Epoche der römischen Literatur und römischen Geschichte.

## Auszeichnungen (Auswahl)
- 1979: Teaching Excellence Award der American Philological Association
- 2009: Max-Planck-Forschungspreis
- 2011: Ehrendoktor der Ruhr-Universität Bochum

## Schriften (Auswahl)
- Aeneas, Sicily, and Rome. Princeton University Press, Princeton 1969.
- The Herakles theme. The adaptations of the hero in literature from Homer to the twentieth century. Blackwell, Oxford 1972.
- Ovid's Metamorphoses. An Introduction to the Basic Aspects. University of California Press,  Berkeley 1975, ISBN 0-520-02848-1.
- Augustan culture. An interpretative introduction. Princeton University Press, Princeton 1996, ISBN 0-691-05890-3.
- Augustus. Introduction to the life of an emperor. Cambridge University Press, Cambridge 2012, ISBN 978-0-521-76797-2.
  - deutsch: Augustus. Sein Leben als Kaiser. Übersetzt von Cornelius Hartz. Zabern, Darmstadt 2013, ISBN 978-3-8053-4677-1.(Rezension von Krešimir Matijević fera-journal.eu)